# Deutsche Meisterschaften im Biathlon 1989
Die bundesdeutschen Meisterschaften im Biathlon wurden Ende Februar 1989 in Ruhpolding ausgetragen. 

## Frauen

### Einzel 15 km
| Platz | Name              | Verein (Ort)   | Zeit (in h) / Fehler |
| ----- | ----------------- | -------------- | -------------------- |
| 1     | Dorina Pieper     | SK Lüdenscheid | 0:58:37,5 / 6        |
| 2     | Inga Kesper       | SC Willingen   | 0:59:41,4 / 6        |
| 3     | Irene Schroll     | SC Vachendorf  | 1:00:39,0 / 9        |
| 4     | Daniela Hörburger | SC Kempten     | 1:01:38,2 / 7        |
| 5     | Marion Bald       | Bad Berleburg  | 1:02:22,6 / 6        |
| 6     | Uschi Disl        | SC Moosham     | 1:03:41,4 / 7        |

Datum: 23. Februar

In Abwesenheit der erkrankten Weltmeisterin Petra Schaaf und ihrer Willinger Mannschaftskollegin Martina Stede wurde Dorina Pieper zum ersten Mal deutsche Meisterin.

### Sprint 7,5 km
| Platz | Name              | Verein (Ort) | Zeit (in min) / Fehler |
| ----- | ----------------- | ------------ | ---------------------- |
| 1     | Irene Schroll     | Vachendorf   | 27:36,4 / 2            |
| 2     | Daniela Hörburger | Kempten      | 29:19,0 / 2            |
| 3     | Petra Schaaf      | Willingen    | 29:21,5 / 3            |
| 4     | Martina Stede     | Willingen    | 29:44,2 / 2            |
| 5     | Uschi Disl        | Moosham      | 30:21,5 / 4            |
| 6     | Abfalter          | Ainring      | 33:54,6 / 2            |

Datum: 24. Februar

### 3 × 7,5 km Staffel
| Platz | Verband                  | Sportler                                | Zeit (in h) |
| ----- | ------------------------ | --------------------------------------- | ----------- |
| 1     | Bayern I                 | Sabine Bendrat Uschi Disl Irene Schroll | 1:42:12,3   |
| 2     | Schwäbischer Ski-Verband |                                         | 1:48:50,5   |
| 3     | Bayern II                |                                         | 1:54:07,5   |

Datum: 25. oder 26. Februar

## Männer

### Einzel 20 km
| Platz | Name             | Verein (Ort)      | Zeit (in h) / Fehler |
| ----- | ---------------- | ----------------- | -------------------- |
| 1     | Ernst Reiter     | SC Eisenärzt      | 0:55:49,5 / 0        |
| 2     | Fritz Fischer    | SC Ruhpolding     | 0:58:55,1 / 3        |
| 3     | Engelbert Sklorz | SC Neuastenberg   | 0:59:16,2 / 0        |
| 4     | Stefan Höck      | SC Benediktbeuern | 0:59:23,2 / 4        |
| 5     | Helmut Tengg     | SC Mittenwald     | 1:00:46,1 / 4        |
| 6     | Laschinger       | TSV Regen         | 1:00:55,3 / 3        |

Datum: 23. Februar

Titelverteidiger Alois Reiter fehlte krankheitsbedingt im Feld aus insgesamt 50 Biathleten. Den Meistertitel 1989 errang sein älterer Bruder Ernst Reiter mit einer fehlerfreien Schießleistung vor Fritz Fischer.

### Sprint 10 km
| Platz | Name                  | Verein (Ort)   | Zeit (in min) / Fehler |
| ----- | --------------------- | -------------- | ---------------------- |
| 1     | Fritz Fischer         | Ruhpolding     | 28:43,1 / 1            |
| 2     | Jörg Hausberger       | Rottach-Egern  | 29:02,2 / 1            |
| 3     | Tobias Lindner        | Willingen      | 29:13,4 / 1            |
| 4     | Herbert Fritzenwenger | Ruhpolding     | 29:30,1 / 3            |
| 5     | Stefan Höck           | Benediktbeuern | 29:48,4 / 3            |
| 6     | Hubert Esterl         | Spitzingsee    | 29:59,5 / 1            |

Datum: 24. Februar

### 4 × 7,5 km Staffel
| Platz | Verband    | Sportler                                                        | Zeit (in h) |
| ----- | ---------- | --------------------------------------------------------------- | ----------- |
| 1     | Bayern I   | Jörg Hausberger Stefan Höck Herbert Fritzenwenger Fritz Fischer | 1:39:19,5   |
| 2     | Bayern II  |                                                                 | 1:43:40,9   |
| 3     | Bayern III |                                                                 | 1:45:00,9   |
| 3     | Bayern IV  |                                                                 | 1:45:03,8   |

Datum: 25. oder 26. Februar